# Guy François (Belgische voetballer)
Guy François (Geldrop, 27 juli 1957) is een voormalig Belgisch voetballer. Hij stond onder contract bij onder andere PSV, VVV en MVV.

## Loopbaan
François werd in het Noord-Brabantse Geldrop geboren uit een Belgische vader en een uit het Nederlandse Maastricht afkomstige moeder. In 1972 werd de talentvolle dribbelaar gescout door toenmalig PSV-jeugdtrainer Jan Reker. Daar debuteerde hij onder trainer Kees Rijvers op 5 november 1975 in het eerste elftal, als invaller voor René van de Kerkhof tijdens een Europacup I-wedstrijd tegen Ruch Chorzów (4-0). Hij behoorde drie jaar tot de selectie van de Eindhovense club, maar wist niet door te breken. In 1978 vertrok François naar België, waar hij negen jaar zou spelen voor achtereenvolgens Beringen FC en Club Luik. In het seizoen 1986/87 eindigde hij daar tweede op de topscorerslijst achter Arnór Guðjohnsen, waarna hij voor 350.000 gulden (ruim 150.000 euro) werd overgenomen door KSK Beveren. Halverwege het seizoen 1987/88 werd de aanvaller door Beveren echter uitgeleend aan VVV, waar hij werd herenigd met Jan Reker die op dat moment hoofdtrainer was van de Venlose eredivisionist. Omdat hij het daaropvolgende seizoen niet meer dan bankzitter was bij Beveren, werd hij opnieuw verhuurd aan MVV dat niet in staat was om de gevraagde transfersom op te hoesten. François speelde uiteindelijk 2,5 jaar in Maastricht en verkaste vervolgens naar FC Wiltz 71 waar hij speler-trainer werd. Sinds 2013 is hij trainer bij Jeunesse Lorraine Arlonaise, inmiddels omgedoopt in Football Club Arlon.

### Statistieken
| Seizoen | Club        | Land      | Competitie    | Wed. | Goals |
| ------- | ----------- | --------- | ------------- | ---- | ----- |
| 1975/76 | PSV         | Nederland | Eredivisie    | 4    | 2     |
| 1976/77 | PSV         | Nederland | Eredivisie    | 6    | 0     |
| 1977/78 | PSV         | Nederland | Eredivisie    | 3    | 1     |
| 1978/79 | Beringen FC | België    | Eerste klasse | 26   | 3     |
| 1979/80 | Beringen FC | België    | Eerste klasse | 27   | 6     |
| 1980/81 | Beringen FC | België    | Eerste klasse | 25   | 2     |
| 1981/82 | Beringen FC | België    | Eerste klasse | 21   | 4     |
| 1982/83 | Club Luik   | België    | Eerste klasse | 27   | 5     |
| 1983/84 | Club Luik   | België    | Eerste klasse | 20   | 4     |
| 1984/85 | Club Luik   | België    | Eerste klasse | 30   | 7     |
| 1985/86 | Club Luik   | België    | Eerste klasse | 33   | 7     |
| 1986/87 | Club Luik   | België    | Eerste klasse | 34   | 17    |
| 1987/88 | KSK Beveren | België    | Eerste klasse | 16   | 1     |
| 1987/88 | → VVV       | Nederland | Eredivisie    | 11   | 3     |
| 1988/89 | KSK Beveren | België    | Eerste klasse | 0    | 0     |
| 1988/89 | → MVV       | Nederland | Eredivisie    | 25   | 3     |
| 1989/90 | MVV         | Nederland | Eredivisie    | 18   | 1     |
| 1990/91 | MVV         | Nederland | Eredivisie    | 20   | 4     |
| Totaal  | Totaal      | Totaal    | Totaal        | 346  | 66    |